# 曹春晓
曹春晓（1934年8月6日—2023年11月23日），男，浙江上虞人，中国材料学家。曾任北京航空材料研究院研究员、博士生导师。

## 生平
1956年上海交通大学金属压力加工专业毕业，之后一直在北京航空材料研究院从事金属材料研究。1997年当选为中国科学院院士。